# セバスティアン・ルコルニュ
セバスティアン・ルコルニュ（1986年6月11日 - ）は、フランスの政治家。エマニュエル・マクロン大統領のもと、エリザベット・ボルヌ内閣、ガブリエル・アタル内閣、ミシェル・バルニエ内閣、及びフランソワ・バイル内閣において軍事大臣を務めている。

## 略歴[2][3]
サフラン・エアクラフト・エンジンズで技術者として勤める父と主婦の母の間に生まれる。
パンテオン＝アサス大学で学士号、修士（公法）を取得。

### 政治の道へ
2005年、ウール県第5区選出の国民議会議員、フランク・ジラールの議会補佐官となる。国民議会の最年少議会補佐官であった。ユール県第1区選出の国民議会議員（当時は国民運動連合に所属）であったブリュノ・ル＝メールとの知己を得て、同氏が務める欧州担当政務官の官房に入る。当時22歳であり、第2次フランソワ・フィヨン内閣で最年少の補佐官であった。ブリュノ・ル＝メールが農務大臣に任命されると、同氏の補佐官に引き続き起用された。
2010年、ルコルニュは、国民運動連合ウール県本部事務次長に任命される。2013年の国民運動連合総裁選挙において、ブリュノ・ル＝メールの選挙活動に参加。2013年5月から2014年10月まで、国民運動連合全国事務総長を務めた。

### ウール県での政治活動
2014年、地方自治体議会選挙にヴェルノン市で立候補し、現職のフィリップ・グエン・タイン市長（社会党）に対して4倍の差をつけて圧勝。ポルト・ド・ルール自治体連合（後の、セーヌ・ノルマンディー自治体連合）の第1副議長となり、総務を担当した。
2015年、ウール県議会選挙に国民運動連合から出馬し、当選。2015年4月2日には、28歳にしてウール県議会議長に選出された。
中央政府の役職に就くにあたっての不文律の兼職規定により、ルコルニュは2017年7月10日、ウール県議会議長を辞任した。

### 政務官として
2017年6月21日、第2次エドゥアール・フィリップ内閣にてニコラ・ユロ国務大臣兼環境大臣付の政務官に任命される。
それにあたり、共和党での役職が一時停止され、2017年10月31日に共和党から除名された。2017年11月25日、共和国前進に入党。

### 地方自治体担当大臣として
2018年10月16日、第2次エドゥアール・フィリップ内閣の内閣改造をうけて、ジャクリーヌ・グロー地方共栄・地方自治体関係大臣付の地方自治体担当大臣に任命される。

### 海外領土大臣
2020年7月6日、ジャン・カステックス内閣にて海外領土大臣に任命される。

### 軍事大臣として
2022年5月20日、エリザベット・ボルヌ内閣にてフロランス・パルリの後任として軍事大臣に任命される。35歳にしての任命であり、フランス革命以来最年少の軍事大臣である。以降もマクロン政権下では軍事大臣を務めており、2024年12月23日に発足したフランソワ・バイル首相率いる内閣でも留任した。